# Get Fuzzy
Get Fuzzy är en amerikansk tecknad serie av Darby Conley. Den är en dagspresserie och har publicerats sedan 1999. Handlingen kretsar kring den egoistiske katten Bucky och den godtrogne hunden Satchel, namngivna efter basebollspelarna Bucky O'Neill och Satchel Paige. Den tredje huvudfiguren är Satchels och Buckys ägare Rob. Djuren kan prata med människor.
I Sverige har serien publicerats i bland annat Serieparaden, Larson!, en egenbetitlad tidning under 2009, och Nya Serieparaden
2013 slutade Conley att teckna nya dagsstrippar, och endast nya söndagssidor fortsätter att produceras, mer eller mindre sporadiskt. 